# Luis Zubeldía
Luis Francisco Zubeldía (Santa Rosa, La Pampa, Argentina; 13 de gener de 1981) és un exfutbolista i entrenador de futbol argentí.
Va ser director tècnic del Lanús i en el moment del seu nomenament va destacar per ser el més jove a càrrec d'un equip de Primera Divisió del futbol professional argentí. És germà del preparador físic Gustavo Zubeldía i de l'exjugador de futbol Juan Zubeldía.

## Carrera com a jugador
Zubeldía va debutar al Club Atlètic Lanús el 30 d'octubre de 1998 amb un empat com a local per 2 gols contra Independiente. Va jugar-hi 57 partits, en què marcà 3 gols. El 2004 es va retirar del futbol als 23 anys a causa d'una osteocondritis dissecant del genoll.
Va jugar per a les seleccions sub-17 i sub-20 de l'Argentina. Va formar part de l'equip argentí en el Sud-americà i el Mundial Sub-17 de 1997 i en el Mundial Sub-20 de 1999. A més, el 2001 va disputar el Campionat Sud-americà Sub-20 de 2001. Aquell mateix any, dies abans de l'inici del mundial sub 20 que es va realitzar a l'Argentina, va abandonar l'equip per lesió en el seu genoll esquerre.

## Carrera com a entrenador

### Club Atlético Lanús
El juny de 2008, Zubeldía va ser anunciat com a director tècnic de Lanús, en reemplaçament de Ramon Cabrero, a l'edat de 27 anys, cosa que el va convertir en l'entrenador més jove a la història de la Primera Divisió de l'Argentina. Després de portar l'equip a un quart lloc en el Torneig Obertura de 2008 i la classificació per a la Copa Libertadores 2009, Lanús va finalitzar el Torneig Clausura de 2009 en tercer lloc. Sota la seva conducció tècnica, Lanús va finalitzar la temporada 2008/2009 com al millor equip, amb un total de 75 punts. Fins al moment, el millor registre en la història del club. El 15 de novembre de 2010 es va desvincular de la institució que el va veure néixer com a entrenador.

### Barcelona Sporting Club
El 23 de juny de 2011 va ser contractat per dirigir el Barcelona Sporting Club equatorià amb un contracte per 18 mesos, fins a finals de 2012. El diumenge 8 d'abril de 2012, després de l'empat a 1 contra el Liga de Quito, el president del Barcelona, Antonio Noboa, el va anar a trobar al vestidor, i va tenir una forta discussió amb el jove entrenador. Després de la discussió, l'endemà, Luis Zubeldía va fer una roda de premsa anunciant la seva renúncia indeclinable al Barcelona.
El seu substitut va ser el seu compatriota Gustavo Costas. A finals del 2012 el Barcelona es va coronar campió equatorià després de gairebé 15 anys, i Zubeldía va ser reconegut pel seu rol en la confecció de l'equip que va aconseguir el campionat.

### Racing Club de Avellaneda
A mitjan Torneig Clausura 2012, Zubeldía es va fer càrrec de la direcció tècnica del Racing Club de Avellaneda en substitució d'Alfio Basile, acompanyat pel mateix cos tècnic que en els seus equips anteriors: Maximiliano Cuberas com a ajudant de camp i Pablo Sánchez com a preparador físic. El conjunt dirigit per Zubeldía va aconseguir arribar a la final de la Copa Argentina 2011/2012, després que el seu equip vencés per penals el River Plate, sent Saja la gran figura. A la final, Racing va perdre 2-1 davant Boca Juniors.
Amb Luis Zubeldía es van afermar en el primer equip diversos juvenils de les categories inferiors, com ara Ricardo Centurión, Rodrigo de Paul, Luis Fariña i Luciano Vietto. Als amistosos de 2012 Racing va aconseguir la millor campanya del club en tornejos curts des del campionat aconseguit per "Mostaza" Merlo al Torneig Obertura de 2001 (42 punts). El Racing va acabar en la cinquena posició amb un total de 33 punts, amb 9 partits guanyats, 6 empatats i 4 derrotes, amb 26 gols a favor i 12 en contra. En el torneig final de 2013, el Racing aconsegueix la sisena posició amb 8 partits guanyats, 5 empatats i 6 perduts, amb 24 gols a favor i 17 en contra. Gràcies a aquestes dues campanyes, el seu equip acaba sent el més destacat de les últimes 12 temporades. El 25 d'agost de 2013 va ser acomiadat per la direcció a causa del mal començament de temporada.

### Liga de Quito
Després de la sortida del director tècnic Edgardo Bauza del Liga, els dirigents del club van decidir contractar Luis Francisco Zubeldía com a substitut per dirigir la temporada 2014. El 18 de gener l'argentí va fer la seva presentació durant "La Nit Blanca" davant l'Amèrica de Cali, guanyant el partit per 3-0.
El començament de la temporada 2014 va tenir com a saldo positiu la participació de diversos jugadors joves en el planter professional com ara Luis Canga, Jefferson Intriago, Hancel Batalla i Francisco Cevallos. Aquests noms més jugadors d'experiència, van fer que el Liga es classifiqués a la Sud-americana 2015, objectiu traçat a començament de l'any.
Després de l'existència de rumors que Luis Zubeldía seria contractat per Club León de Mèxic, l'argentí decideix renovar per un any més per a la institució de Quito.
Al 2015 el Liga de Quito es converteix en el guanyador de la Primera Etapa del futbol equatorià amb 47 punts, després d'obtenir un rècord de 21 partits invicte. D'aquesta manera es va classificar a la final del torneig 2015 i va obtenir la classificació a la Copa Libertadores 2016.
Després que el seu equip classifiqués primer en l'etapa regular amb 89 punts en 44 partits, un punt per davant de Club Sport Emelec, va disputar les finals del campionat equatorià de futbol 2015 en dos partits anada i tornada amb el Club Sport Emelec, el 16 i 20 de desembre, obtenint el sub campionat després de la derrota 1-3 i l'empat 0-0 contra Emelec a Portoviejo i Quito, respectivament, amb la qual cosa va tancar el seu cicle en l'equip de la capital de l'Equador.

### Santos Laguna
El 28 de novembre del 2015 es va anunciar la seva arribada al Santos Laguna, un cop acabat el torneig equatorià amb el Liga de Quito. En el seu debut, aconsegueix un molt bon rendiment col·locant l'equip dins dels vuit finalistes de la Liga MX. A més, l'equip a nivell internacional, arriba a semifinals de la Copa Lliga de Campions, on fou eliminat pel Amèrica després d'una definició dramàtica en temps extra. Durant el període de preparació als Estats Units, Santos aconsegueix obtenir la Copa Socio Mx, guanyant en un triangular a Pumas i després el poderós Cruz Azul. El 15 d'agost de 2016, sorprenentment, va ser acomiadat per la direcció a causa del mal inici de temporada.

### Independente de Medellín
El 14 de desembre de 2016, és presentat com a nou director tècnic del Deportivo Independiente Medellín colombià, en substitució de Leonel Álvarez, de cara al '2017. Zubeldía compta amb reptes com participar directament en la fase de grups de la Copa Libertadores d'Amèrica, a més de la Lliga Àguila, la Superlliga Àguila i la Copa Àguila. El 6 de juny de 2017 va dimitir del seu càrrec.

### Deportivo Alavés
El 17 de juny de 2017 es fa oficial la seva arribada a Espanya com a nou entrenador del subcampió de la Copa del Rei, el Deportivo Alavés, substituint el també argentí Mauricio Pellegrino. El 17 de setembre, després de només quatre jornades de lliga en què no va sumar cap punt, va ser destituït.